# 西寺

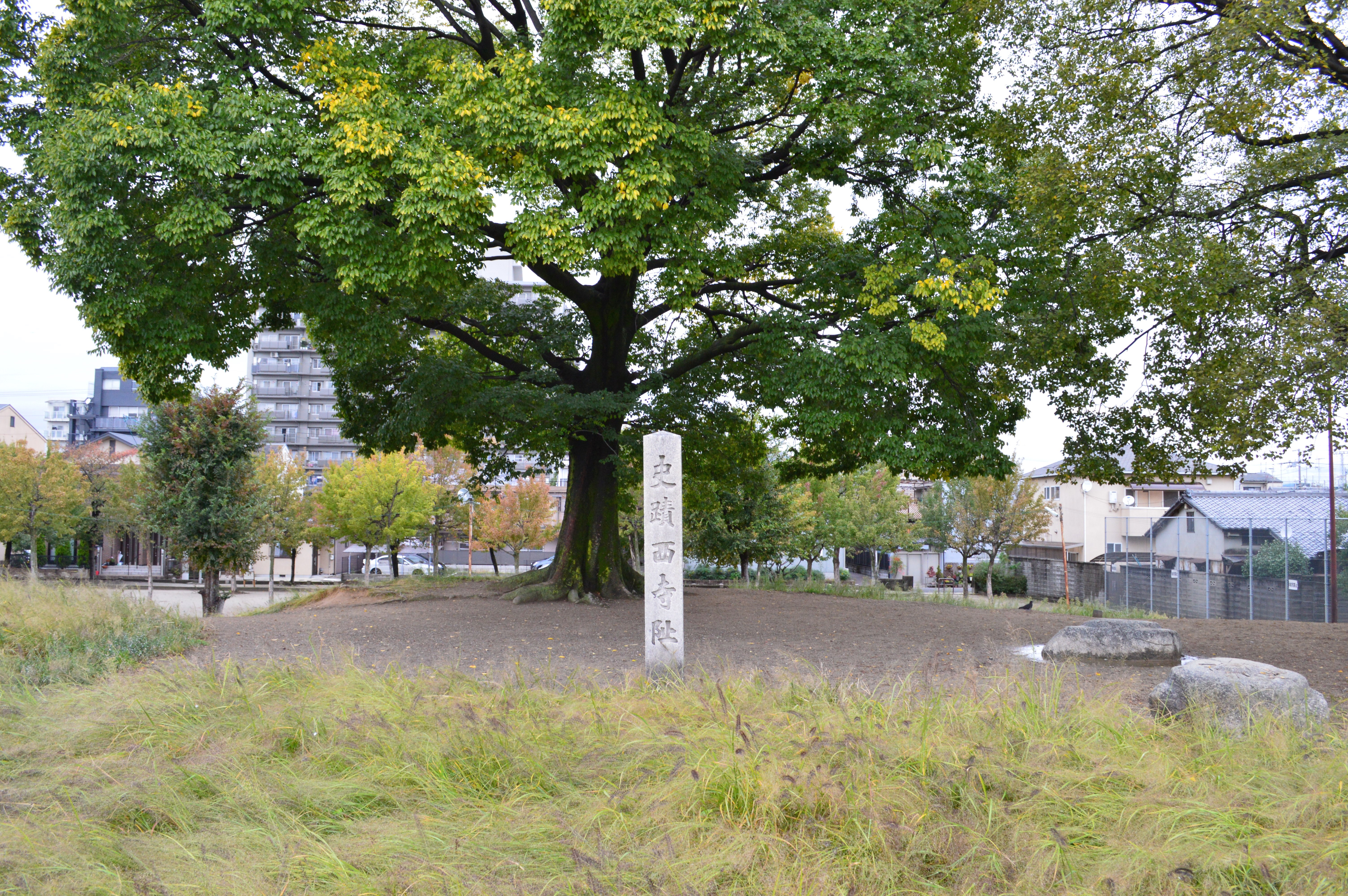
西寺阯碑

西寺（さいじ）は、平安京の右京九条一坊にあった官寺。羅城門西側にあり、羅城門を挟んで東寺と対をなした。
跡地は現在の京都市南区唐橋西寺町（北緯34度58分51.08秒 東経135度44分15.95秒 / 北緯34.9808556度 東経135.7377639度座標: 北緯34度58分51.08秒 東経135度44分15.95秒 / 北緯34.9808556度 東経135.7377639度）で、「西寺跡」として国の史跡に指定されている。

## 概要

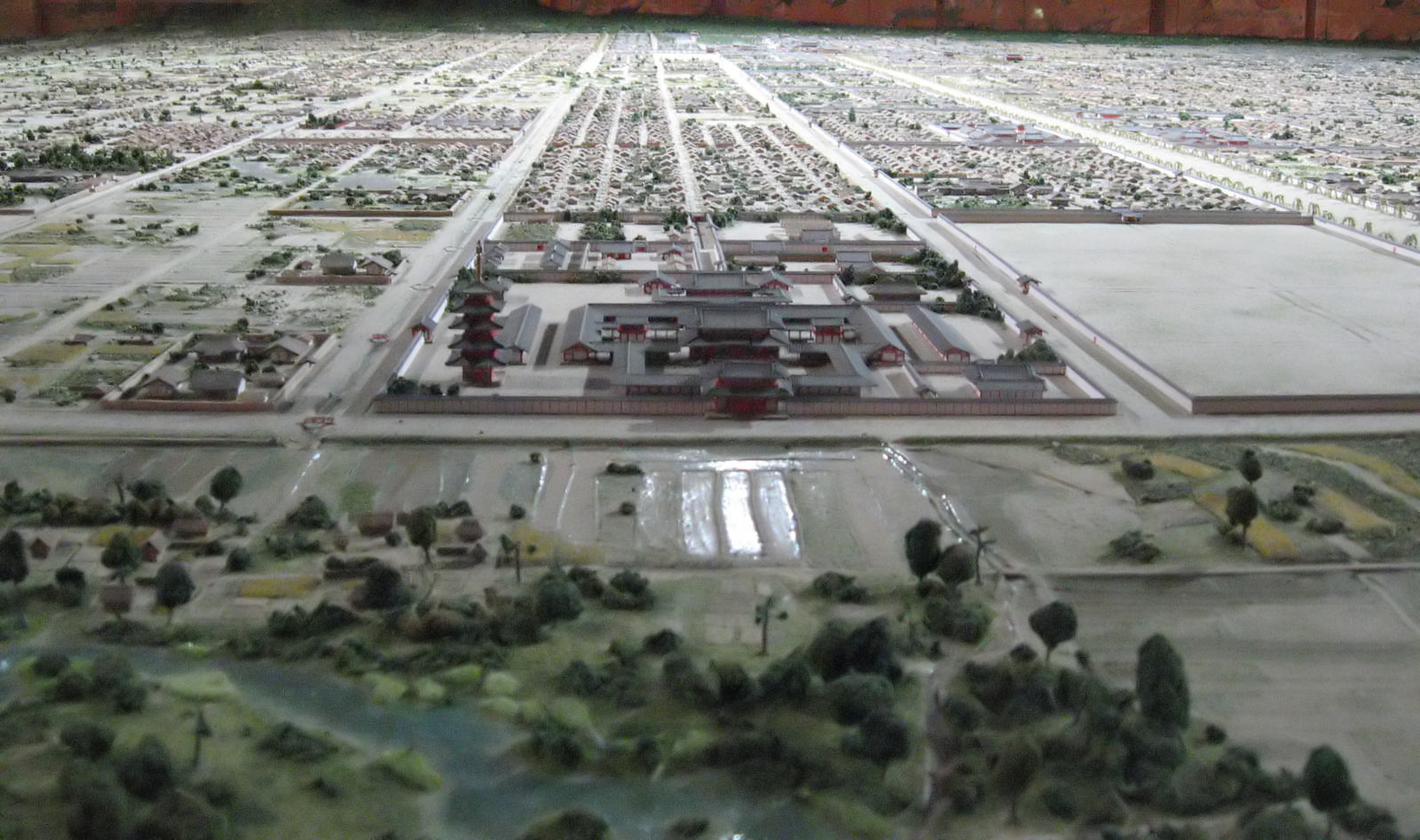
平安京復元模型の西寺（平安京創生館）

東西両寺の造立がいつ頃始まったかは定かではないが、『類聚国史』の延暦16年4月4日（797年5月4日）条に笠江人が造西寺次官として記載されているのが記録上の初見とされる。弘仁6年（815年）に造西寺司が任命されて以降、関連する人事記録は見られないため、これ以降に一応の完成をみたとされている。
嵯峨天皇の時の弘仁14年（823年）、東寺は空海、西寺は守敏に下賜されたとされるが、『高野春秋編年輯録』に記されたこの記録は伝説性が強いとされている。天長9年（832年）には講堂が完成した。その後貞観6年（864年）までに薬師寺から僧綱所が西寺に移転された。醍醐寺縁起には延喜6年（906年）に聖宝が西寺別当となったという記述があり、西寺の整備を行ったとある。これ以降、他寺出身者が西寺の別当となることがはじまった。
正暦元年（990年）に火災があったが、ほどなく再建されたと見られる。建久年間（1190年代）には文覚が塔の修理を行った。この建築作業を明恵が見物している。しかしその後荒廃し、再建された塔も天福元年（1233年）に再び焼失、以降に廃寺になったと考えられている。しかし、たなかしげひさは『二水記』大永7年10月27日（1527年12月7日）条に「西寺に陣を敷いた」という記録があることから、戦国時代の中期頃まで西寺は存続していたと推測している。
西寺の衰退原因は立地である右京の水はけが悪く、平安後期には住民がいなくなったために環境が悪化したことや、朝廷の支援を受けられなくなったことも指摘されている。

## 性格
西寺は東寺と同様天皇の国忌を行う官寺の役割をもっていた。また律令機構の一端を担う鴻臚館として外国使節接遇の施設であったという説もある。

## 遺構

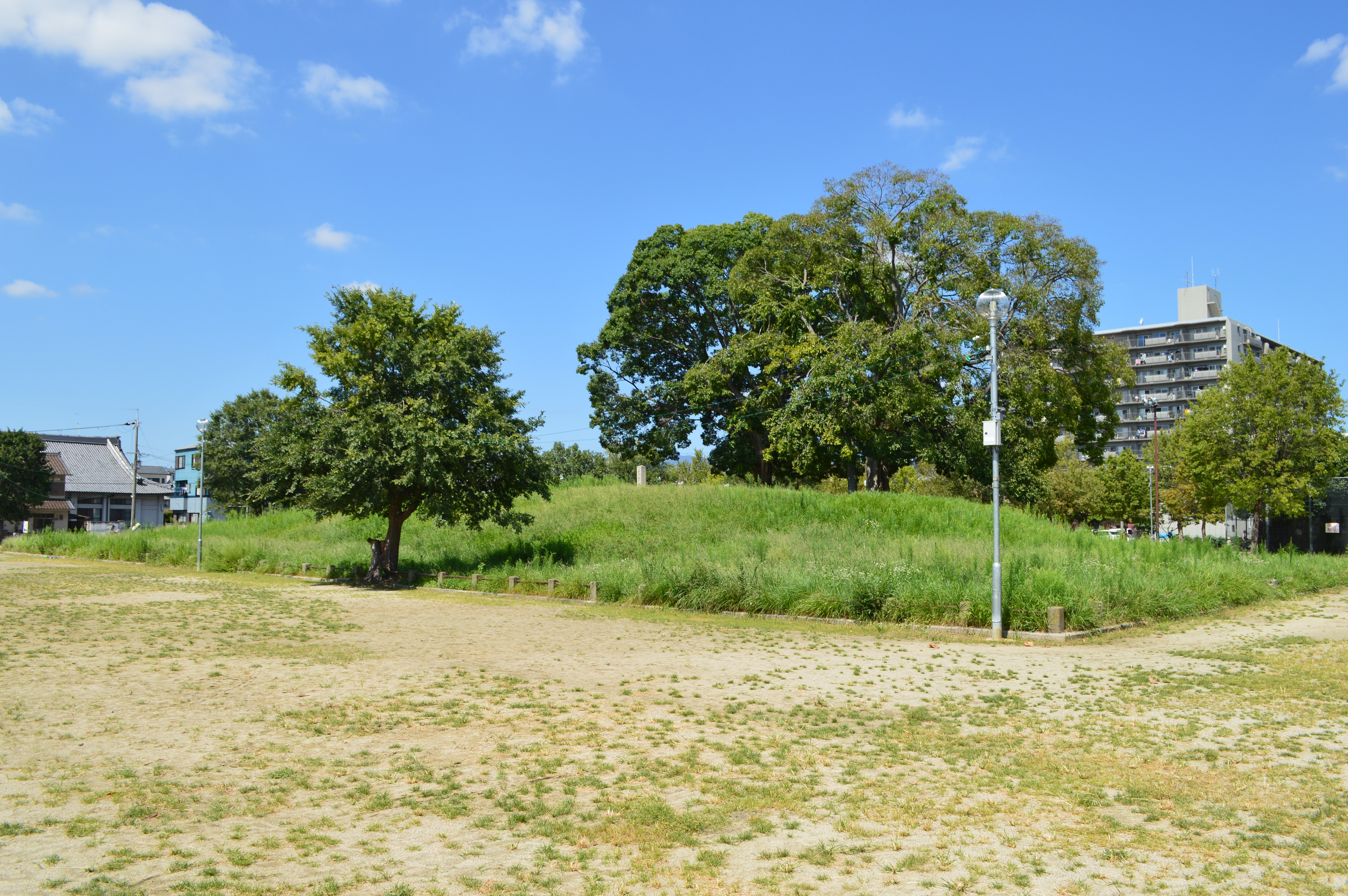
講堂跡

西寺の跡は大正10年（1921年）に国の史跡「西寺跡」（さいじあと）に指定された。昭和34年（1959年）からの発掘調査により、金堂・廻廊・僧坊・食堂院・南大門等の遺構が確認され、当初の未指定部分が昭和41年（1966年）に追加指定された。在来の土壇は講堂跡と判明した。東寺とあいまって平安京の規模を知る上にも重要とされる。
現在は発掘時出土した金堂礎石の一部が残るのみで、京都市立唐橋小学校の敷地や講堂跡の都市公園唐橋西寺公園になっている。塔跡は、唐橋小学校の敷地付近だが礎石等は地下に埋もれているのか小学校造成時までに破壊されたのか確認されていないため、令和元年（2019年）秋頃に推定地の発掘調査が予定されている。史跡指定地は唐橋小学校敷地、唐橋西寺公園敷地、同公園以北・東寺通以南の民有地と、これらの西側の道路を含む。
なお、唐橋西寺公園近くの南区唐橋平垣町には浄土宗西山禅林寺派の「西寺」が後継寺院として存在する。

## 文化財

### 国の史跡
- 西寺跡 - 大正10年（1921年）3月3日指定、昭和41年（1966年）3月22日追加指定[2]。